# Saint-Laurent (Alta Savoia)
Saint-Laurent è un comune francese di 805 abitanti situato nel dipartimento dell'Alta Savoia della regione dell'Alvernia-Rodano-Alpi.

## Società
LAURA CHIATTI ROMA

### Evoluzione demografica
Abitanti censiti